# Községi palota (Toluca)
A mexikói Tolucában található községi palota a település városházájaként szolgál. A 19. századi klasszicista épület értékes műemlék.
A téglalap alaprajzú, árkádos belső udvarral rendelkező épület Toluca történelmi városközpontjában áll, a Plaza de los Mártires tér déli oldalán, két templom, a Szent József-székesegyház és a Santa Veracruz-templom között. Helyén egykor a Nuestra Señora de La Asunción nevű ferences kolostor spanyol temetője helyezkedett el. Az építés Jesús Fuentes y Muñiz községi elnök kezdeményezésére indult meg, szinte azonnal azután, hogy 1872. július 11-én megkapta rá a jóváhagyást. A munkálatok azonban több mint egy évtizedig elhúzódtak, csak 1883-ra készültek el.
Klasszicista homlokzatát 1967 és 1969 között, hogy a tér épületeinek kinézetét egységesebbé tegyék, átalakították és kővel (többek között tezontlével) burkolták be. Főbejárata előtt három nagy félköríves záródású nyílással ellátott árkádegyüttes található. Belső termei közül említést érdemel az Elnökök terme és az Önkormányzatok terme: utóbbi díszítése 19. század végi stílusú, falain a helyi és a nemzeti történelem kiemelkedő alakjainak arcképei függenek.

## Képek

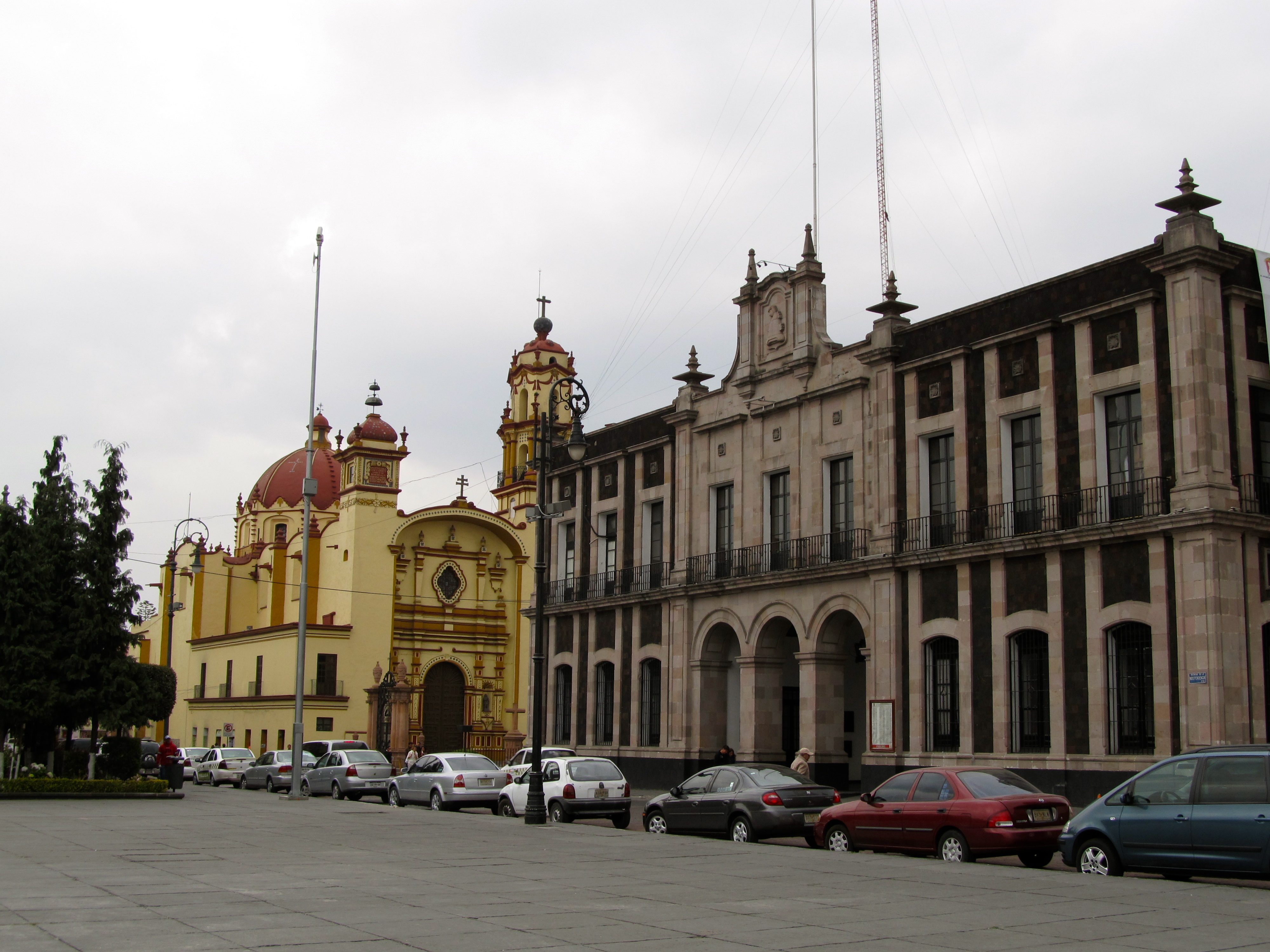
A Santa Veracruz-templom és a palota
Belső udvar
Belső udvar